# Chris Baldo
Christian Baldauff, beter bekend als Chris Baldo (Luxemburg, 22 juni 1943 - aldaar, 24 januari 1995), was een Luxemburgs zanger.

## Biografie
Baldauff werd geboren uit een Franse moeder en een Luxemburgse vader. Op zestienjarige leeftijd nam hij een eerste album op. In 1967 vertegenwoordigt hij Luxemburg op het Sopotfestival. Een jaar later wordt hij door de Luxemburgse openbare omroep aangesteld om Luxemburg te vertegenwoordigen op het Eurovisiesongfestival 1968, samen met Sophie Garel. Met Nous vivrons d'amour eindigt het gelegenheidsduo op de elfde plaats.
Later zou hij nog enkele jaren een laatavondprogramma op de Franse radiozender RTL. Hij overleed in zijn geboortestad op 51-jarige leeftijd.
1956: Michèle Arnaud + Michèle Arnaud · 
1957: Danièle Dupré · 
1958: Solange Berry · 
1960: Camillo Felgen · 
1961: Jean-Claude Pascal · 
1962: Camillo Felgen · 
1963: Nana Mouskouri · 
1964: Hugues Aufray · 
1965: France Gall · 
1966: Michèle Torr · 
1967: Vicky Leandros · 
1968: Chris Baldo & Sophie Garel · 
1969: Romuald · 
1970: David Alexandre Winter · 
1971: Monique Melsen · 
1972: Vicky Leandros · 
1973: Anne-Marie David · 
1974: Ireen Sheer · 
1975: Geraldine · 
1976: Jürgen Marcus · 
1977: Anne-Marie Besse · 
1978: Baccara · 
1979: Jeane Manson · 
1980: Sophie & Magaly · 
1981: Jean-Claude Pascal · 
1982: Svetlana · 
1983: Corinne Hermès · 
1984: Sophie Carle · 
1985: Margo, Franck, Diane, Ireen, Malcolm & Chris · 
1986: Sherisse Laurence · 
1987: Plastic Bertrand · 
1988: Lara Fabian · 
1989: Park Café · 
1990: Céline Carzo · 
1991: Sarah Bray · 
1992: Marion Welter & Kontinent · 
1993: Modern Times · 
2024: Tali · 
2025: Laura Thorn
- Bibliothèque nationale de France: cb14750699h (data)
- Gemeinsame Normdatei: 134320263
- International Standard Name Identifier: 0000 0004 5843 3431
- MusicBrainz: b59bd1e7-4f6e-422f-9b57-47725ceb68df
- Virtual International Authority File: 84145003783861341114
- WorldCat: E39PBJtxjdkY89W8TFcQm3wcT3